# Friedrich Carl Heimann

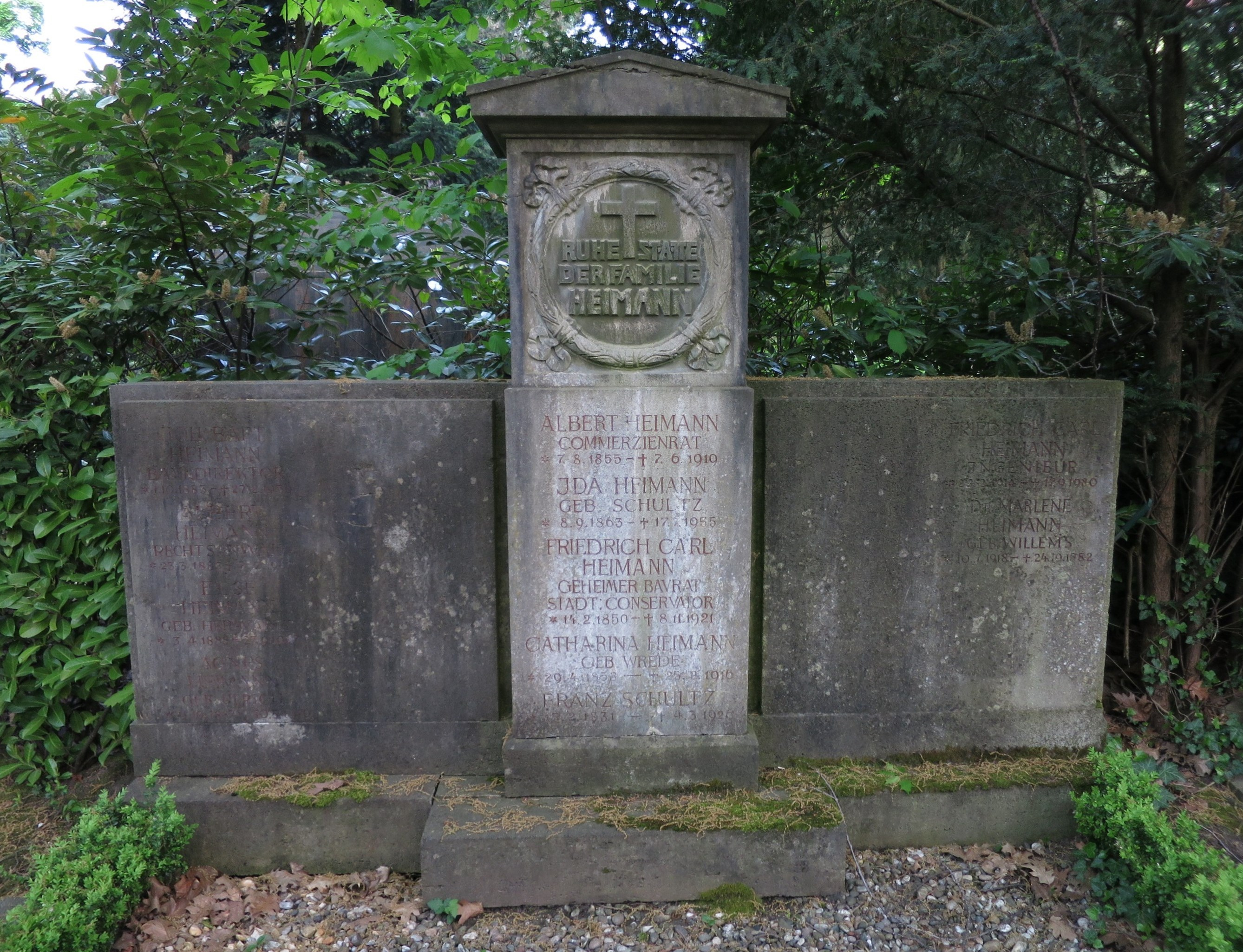
Familiengrab (Friedhof Melaten)

 Friedrich Carl Heimann (* 14. Februar 1850 in Köln; † 8. November 1921 ebenda) war ein deutscher Architekt und Baubeamter, ab 1890 war er Leiter des Kölner Hochbauamts. Heimann war Gründungsmitglied des Kölnischen Geschichtsvereins und von 1913 bis zu seinem Tod 1921 erster Stadtkonservator Kölns. Seine Grabstätte befindet sich auf dem Kölner Friedhof Melaten (Flur 73a).

## Familie
Friedrich Carl Heimann war ein Urenkel des Kölner Großkaufmanns Friedrich Carl Heimann, der im Jahr 1757 in Eichenhof bei Waldbröl geboren wurde und im Jahr 1835 in Köln starb. Dieser konvertierte in Köln zum römisch-katholischen Glauben und heiratete dann im Jahr 1779 in die angesehene Kaufmannsfamilie Martini ein. Im Jahr 1783 erhielt er das Kölner Bürgerrecht und wurde als Mitglied in der Zunft der Gewandschneider im Jahr 1792 in den Rat gewählt. Die Familie betrieb ein Speditionsunternehmen, handelte zudem mit Kolonialwaren und Wein, befasste sich aber auch mit der Herstellung von Schießpulver. Aus der folgenden Generation heiratete Johann Philipp Heimann in das Haus Farina ein und wurde Teilhaber des Kölner Eau-de-Cologne-Herstellers. Diesem Zweig der Familie entstammte der 1850 geborene Friedrich Carl Heimann.

## Beruflicher Werdegang
Nach einer Ausbildung im Baufach besuchte Heimann von 1869 bis 1873 die Berliner Bauakademie und verließ diese als Regierungsbauführer (Referendar in der öffentlichen Bauverwaltung). Fünf Jahre später trat Heimann nach seinem 2. Staatsexamen in den Staatsdienst und führte als Assessor den Titel Regierungsbaumeister. Vorerst war Heimann im preußischen Ministerium für Handel, Gewerbe und öffentliche Arbeiten in Berlin tätig und wechselte dann 1881 zur Eisenbahnverwaltung in Magdeburg. Ab 1885 wurde er zum Bauinspektor in Hildesheim bestallt, wo er erste Erfahrungen im Bereich der praktischen Denkmalpflege sammeln konnte. 1890 wechselte Heimann in das Rheinland und wurde in der Stadt Köln Leiter des städtischen Hochbauamts, so dass er in der Folge die Kölner Stadtentwicklung beeinflusste.
Carl Friedrich Heimanns Kölner Aufgabenbereich war vielfältig. Er organisierte die Restaurierung historischer städtischer Bauwerke und übernahm die Beratung bei privaten Baudenkmälern. Heimann wurde zum Pionier einer neuartigen Form der Dokumentation, indem er zu diesem Zweck die Fotografie als Hilfsmittel einsetzte. 1895 ernannte ihn das Royal Institute of British Architects in London zum korrespondierenden Ehrenmitglied, und im Jahr 1898 wurde Heimann mit dem Ehrentitel (Königlicher) Baurat ausgezeichnet.

## Werk

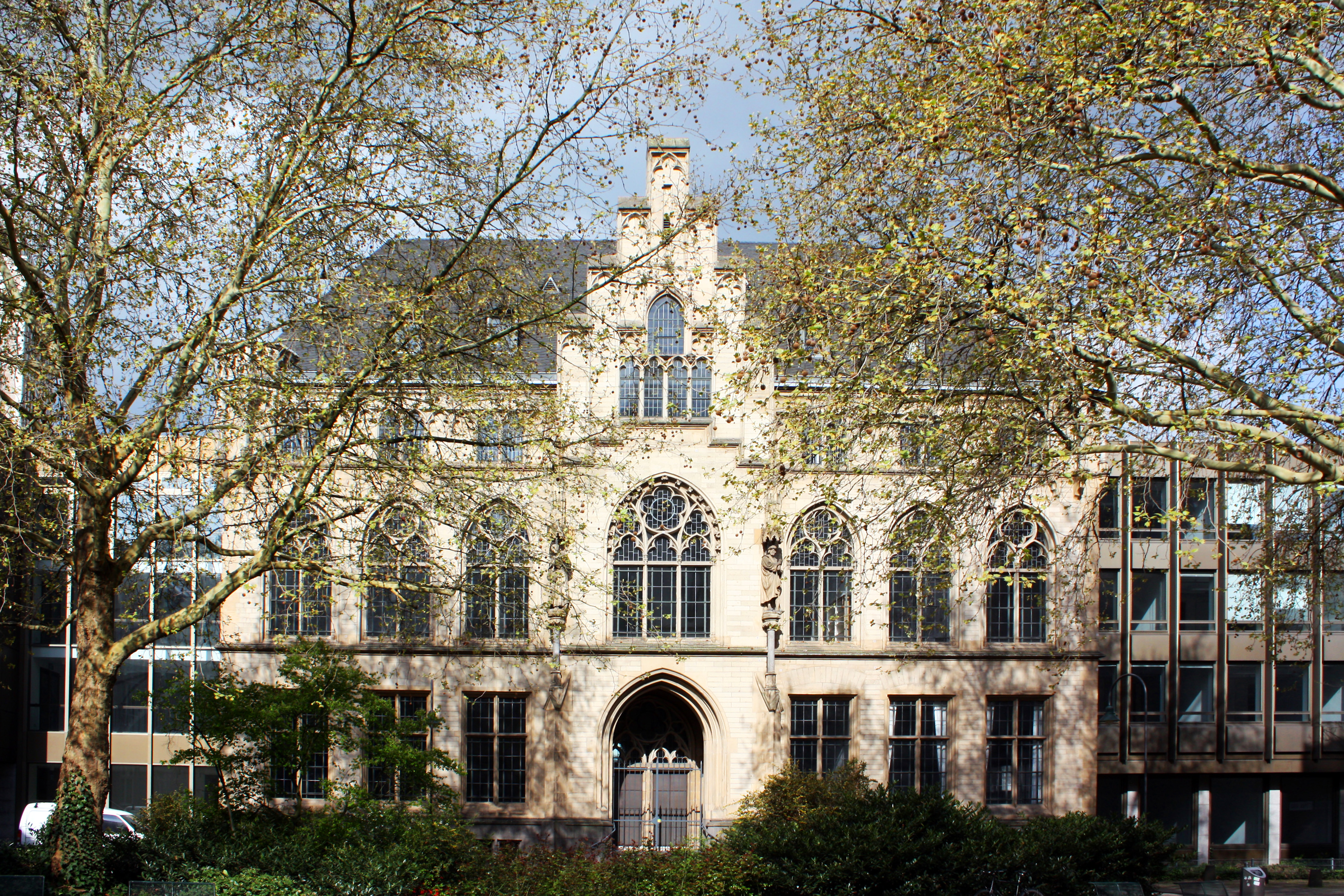
Stadtarchiv um 1897
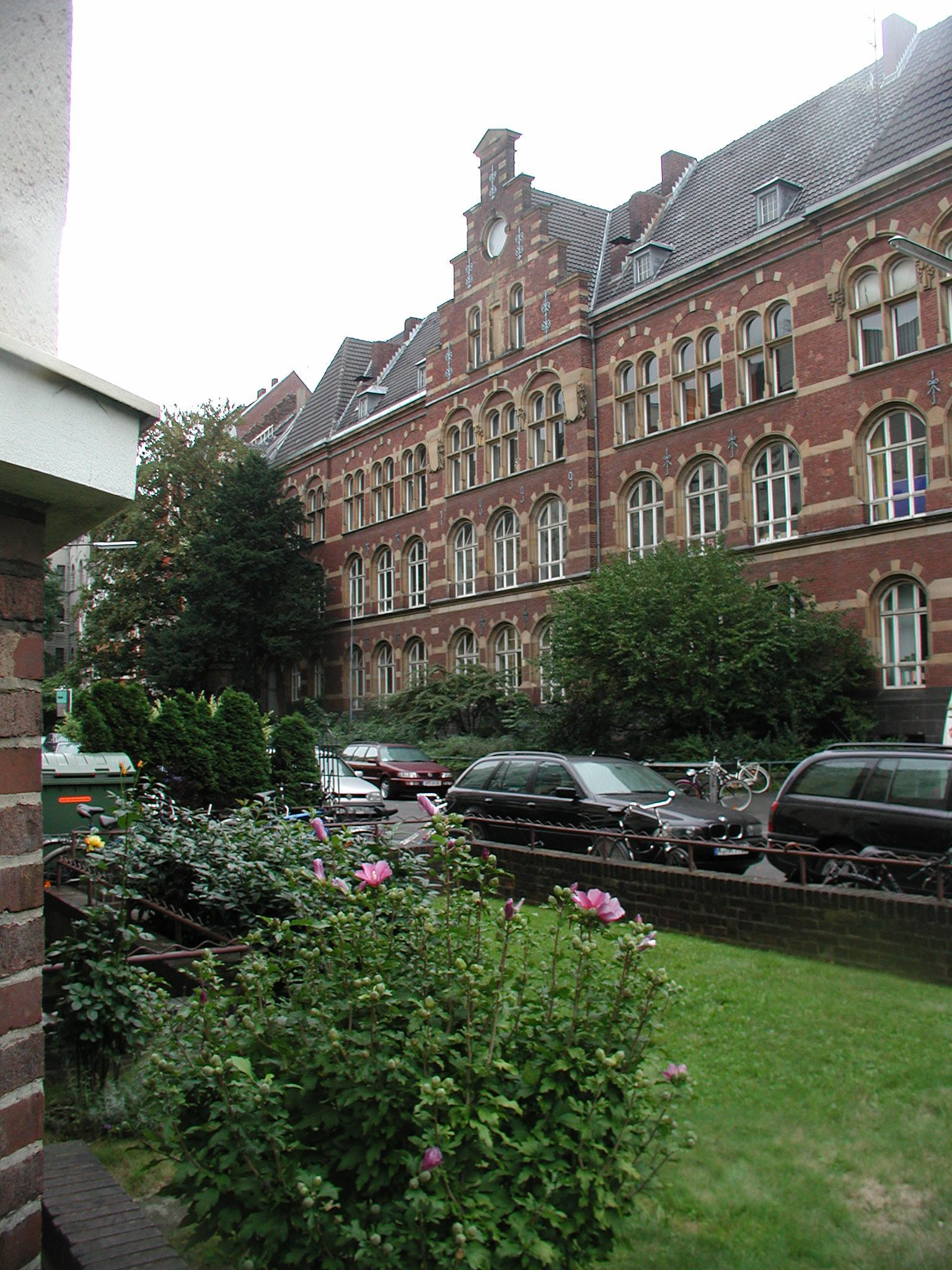
Stephan-Lochner-Grundschule
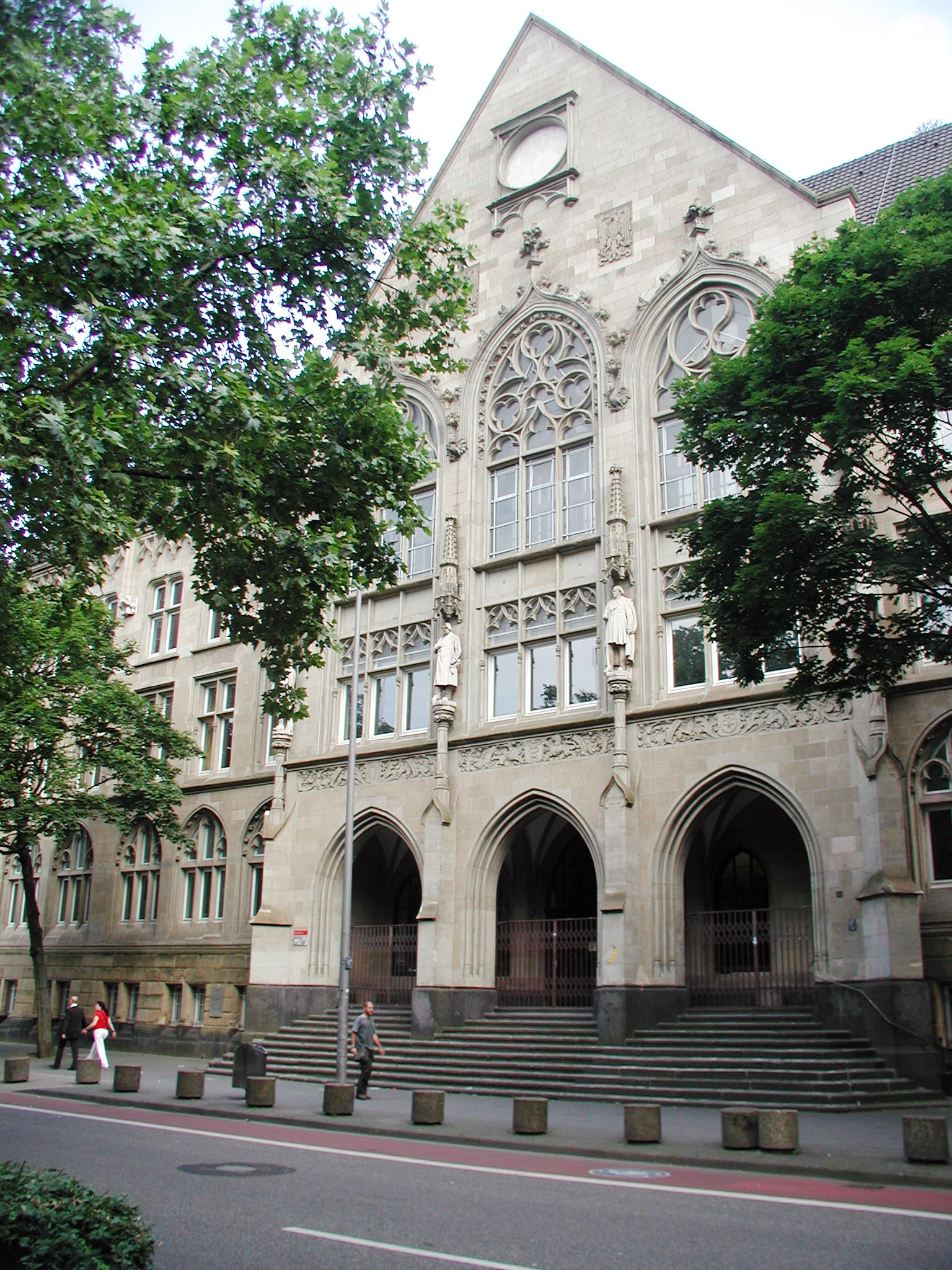
Hansagymnasium

Friedrich Carl Heimann war maßgeblich an der Errichtung und Restaurierung vieler Kölner Bauwerke beteiligt.
- 1897: Stadtarchiv am Gereonshof
- 1897–1899: Schule an der Lochnerstraße
- 1900–1901: Umbau des historischen Stapelhauses an der Frankenwerft
- 1898–1899: Hansa-Gymnasium am Hansaring

Weiter werden Arbeiten Heimanns am Melaten-Friedhof, am Nord- und Südfriedhof, am Gürzenich, am Cäcilienkloster und am Dreikönigenpförtchen sowie am Ursulakloster angeführt.

## Gedenken
Im Rahmen ihrer Aktivitäten für das architektonische Erbe Kölns wurde bis zum 31. Dezember 2021 durch die Friedrich Carl Heimann-Gesellschaft – Verein der Förderer historischer Denkmäler in der Stadt Köln e. V. die Erinnerung an den verdienten Kölner Architekten Friedrich Carl Heimann aufrechterhalten. Auch einige seiner Bauwerke sind trotz der Zerstörungen des Zweiten Weltkriegs in der Stadt erhalten geblieben.